# Stipa vatroensis
Stipa vatroensis är en gräsart som beskrevs av Fidel Antonio Roig. Stipa vatroensis ingår i släktet fjädergrässläktet, och familjen gräs. Inga underarter finns listade i Catalogue of Life.